# サム・ヌジョマ・スタジアム

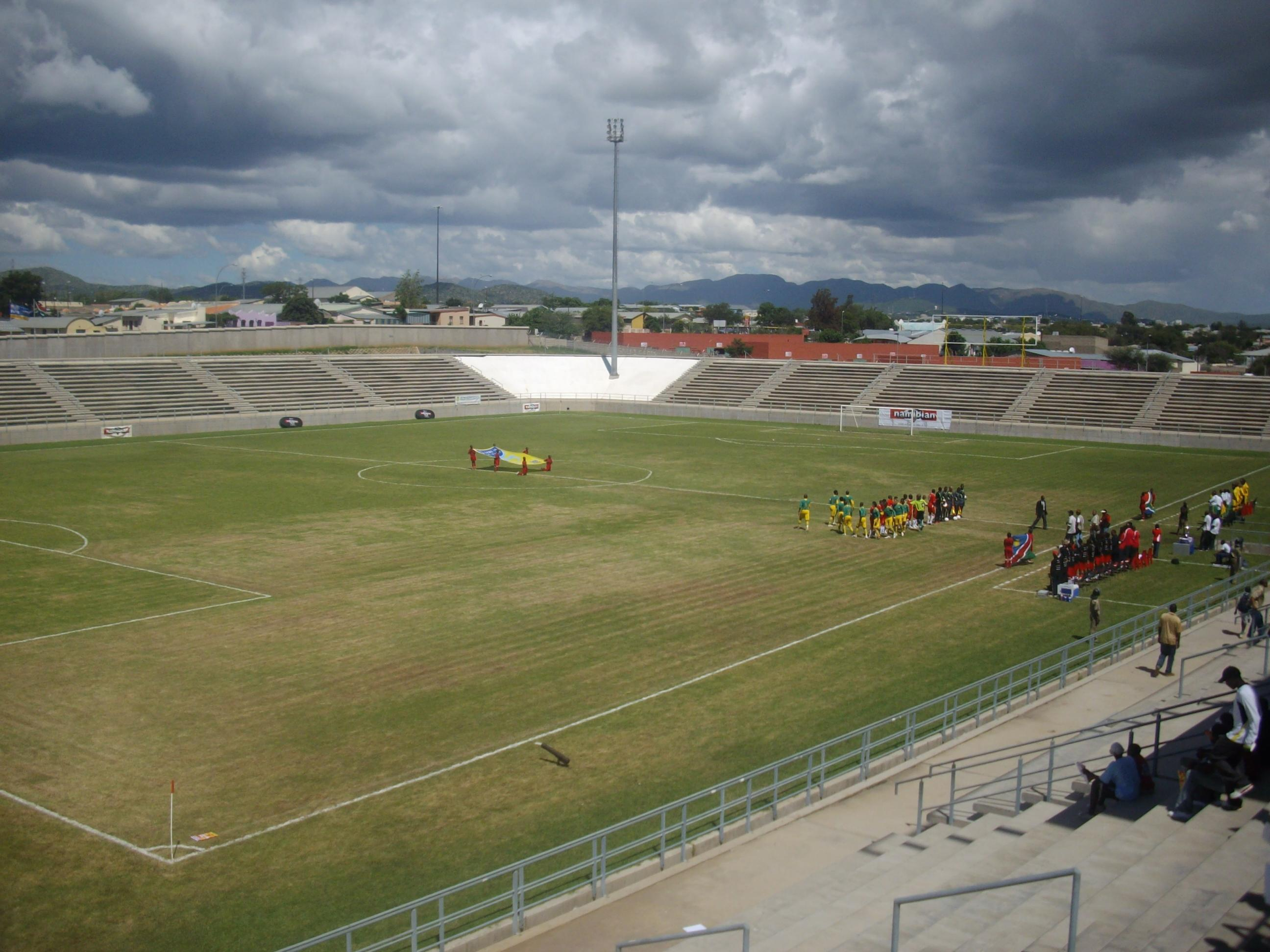
サム・ヌジョマ・スタジアムで行われたナミビア対南アフリカ（2008年のU-20戦）

サム・ヌジョマ・スタジアム（英語: Sam Nujoma Stadium）はナミビアの首都・ウィントフックのKatutura地区にあるサッカー競技場。2005年に完成した収容人員10,300人の国営スタジアムである。名称はナミビアの大統領だったサム・ヌジョマに因んで名づけられた。同じウィントフック市内にあるインディペンデンス・スタジアムの新名称と誤認されることが多いが、インディペンデンス・スタジアムはウィントフックの別の場所にあるスタジアムであり、現在も並行して利用されている。